# ميانة الوقف
قرية ميانة الوقف هي إحدى القرى التابعة لمركز مغاغة بمحافظة المنيا في جمهورية مصر العربية. حسب إحصاءات سنة 2006، بلغ إجمالي السكان في ميانة الوقف 14092 نسمة، منهم 7234 رجلا و6858 امرأة.